# اضطراب نوم حركة العين السريعة السلوكي
اضطراب نوم حركة العين السريعة السلوكي (بالإنجليزية: Rapid eye movement sleep behavior disorder)‏ هو أحد اضطرابات النوم المصنّفة ضمن مجموعة اضطرابات الخَطَل النومي، ويتضمّن هذا الاضطراب سلوكاتٍ غير طبيعية يسلكها المريض أثناء مرحلة من مراحل النوم تسمى بمرحلة نوم حركة العين السريعة. وقد وُصف هذا الاضطراب للمرة الأولى عام 1986.
يمكن القول بأنّ الصفة الرئيسية والوحيدة التي تميّز هذا الاضطراب هي فقدان الشلل الطبيعي والارتخاء الذي يحدث لعضلات الجسم الهيكلية بصورةٍ طبيعية وضرورية أثناء مرحلة نوم حركة العين السريعة، ممّا يؤدي إلى مضاعفاتٍ سلوكية مختلفة أثناء النوم تتراوح من ارتعاشاتٍ صغيرةٍ في الأطراف إلى حركاتٍ كاملة معّقدة لا يقوم بها الشخص السليم عادةً أثناء هذه المرحلة. ولمّا كانت الأحلام تحدث في هذه المرحلة تحديدًا، فإنّ فقدان التثبيط الطبيعي لحركة العضلات الهيكلية قد يدفع الشخص المصاب إلى التمثيل الجسدي ل أحلامه دون وعي منه؛ ونتيجةً لهذا قد يقوم الشخص بحركاتٍ عنيفة وفقًا لما يراه في أحلامه، الأمر الذي قد يتسبب في إيذائه لنفسه أو لشريكه الذي ينام بجانبه.

## الأعراض
كما تبيّن سابقًا، يقوم الشخص المصاب بتمثيل أحلامه بحركاتٍ جسدية دون وعيٍ منه، وتبعًا لطبيعة الأحلام التي يراها، فإنّ الحركات التي يقوم بها قد تتضمّن الرّكل واللكم والصراخ وحتّى القفز من على السرير. وبالرغم من تذكّر الشخص لأحلامه بعد استيقاظه، والتي توافق الحركات التي مثّلها، إلا أنّه يعجز عن تذكّر أيّ شيءٍ من هذه الحركات ولا يدرك أنّه قام بها.
في دورة النوم الطبيعية، يمرّ الشخص النائم بمرحلة نوم حركة العين السريعة على فتراتٍ عديدة تفصلها مدة تتراوح بين ساعةٍ ونصف الساعة إلى ساعتين كلّ ليلة، مما يعني أنّ أعراض الاضطراب قد تحدث أربع مرّاتٍ في الليلة الواحدة. ويتركّز حدوثها في ساعات الصباح الباكر، حيث تتكرّر مرحلة نوم حركة العين السريعة في هذه الساعات أكثر من غيرها. وفي حالاتٍ نادرة، قد تحدث هذه الأعراض مرّةً واحدةً في الأسبوع أو مرّةً في الشهر.
ومن أعراض هذا الاضطراب أيضا، أنّ الشخص المصاب قد يستجيب للأشخاص الآخرين ويتفاعل معهم دون أن يعرف بذلك، ونتيجة لهذه الأعراض، يعاني الشخص حرمانا من النوم.

## الأسباب
من المحتمل أن يكون هذا الاضطراب ناتجًا عن التفاعلات الضارّة لبعض الأدوية أو الامتناع عن الدّواء. وأيًّا كانت الأسباب، فهو يصيب غالبًا كبار السن وأولئك المصابين باضطرابات وأمراض الأعصاب التنكّسيّة؛ كداءِ باركنسون، وضمور الأجهزة المتعدّد، وخرَف أجسام ليوي.
ويصنّف الاضطراب من حيث الأسباب إلى صنفين: الاضطراب مجهول السّبب والاضطراب العَرَضيّ.

### الاضطراب مجهول السبب
يحدث هذا النوع عندما تكون بنية النوم طبيعية، لكن بوجود زيادةٍ واضحة في كثافة نوم حركة العين السريعة والنسبة المئوية لنوم الموجات البطيئة. وكما لوحظ من خلال الأنماط الجينية العائلية، فإنّ هذه الفئة ترتبط ارتباطًا قويًّا بوجود عاملٍ جيني.

### الاضطراب العرَضي
ترتبط هذه الفئة - الأكثر شيوعًا من الأولى- ارتباطا وثيقًا بالأمراض العصَبيّة التنكّسيّ ة، إلا أنّه من غير المؤكد فيما إذا كانت هذه الأمراض تسبق حدوث الاضطراب أو تأتي بالتزامن معه أو أنّه يسبق حدوثها. وممّا يدلّل على قوة العلاقة بهذه الأمراض أنّه حوالي 15% من مرضى الباركنسون مصابون أيضًا بهذا الاضطراب، وكذلك بنسبة 70% من المصابين بضمور الأجهزة المتعدد، و85% من المصابين بخرَف أجسام ليوي.
ومن الأمراض الأخرى ذات العلاقة الموثّقة بهذا الاضطراب: متلازمة شايدريغر، الضمور الزيتوني الجِسْريّ المُخيخيّ، التصلب المتعدد، الاعتلالات الدماغيّة الوعائية، متلازمة توريت، ومتلازمة غيلان باريه.

### الأسباب الفيسيولوجية
قام الباحثون بدراسة العلاقة بين السلوك الوظيفي للجسم وظهور الأعراض الخاصة باضطراب نوم حركة العين السريعة السلوكي، وقد بيّنت النتائج وجود ارتباطاتٍ بالاختلال الوظيفي للجهاز العصبي المركزي والنشاط غير الطبيعي لقشرة الدماغ أثناء مرحلة نوم حركة العين السريعة؛ والذي يتضمّن انخفاض أمواج بيتا في الفصّ القذالي (عظم مؤخرة الرأس) وارتفاع أمواج ثيتا في الفصّين؛ الجَبهِيّ والقَذاليّ.
وقد أشارت دراسات التصوير بالرنين المغناطيسي إلى وجود اختلالٍ وظيفي في الفصّ الجَبَهيّ والجِسر (أحد أجزاء جذع الدّماغ) في المرضى المصابين بهذا الاضطراب؛ نتيجةً لانخفاض جريان الدّم في هذين الجزأين من أدمغتهم مقارنةً بغير المصابين. ومن دراسات التخطيط الكهربي للعضل، تبيّن وجود زيادة في حدّة توتّر عضلة الذّقن، إضافة إلى وجود نَفَضان طَوري في الأطراف وفرْط مُطَوّل في نشاطها.
ومن أسباب هذا الاضطراب أيضًا، وجود ضررٍ في السيالات العصبية في جذع الدماغ؛ تلك المسؤولة عن إدارة ظاهرة نوم حركة العين السريعة.

## التشخيص
نتيجةً لاحتمالية الخلط بين هذا الاضطراب واضطرابات الخطل النومي الأخرى، فإنّه من الضروري إجراء دراسات النوم الأساسية كتخطيط النو م في المراكز المتخصّصة في تقييم اضطرابات الخطل النومي والتمييز بينها من أجل الوصول للتشخيص الصحيح. إنّ ليلةً واحدة من المراقبة الشديدة للنوم والدّماغ ونشاط العضلات تعدّ كافيةً للإشارة إلى عدم وجود الشلل الّذي يحصل بصورةٍ طبيعية للعضلات الهيكلية أثناء مرحلة نوم حركة العين السريعة. كما تعدّ كافية لاستبعاد الأسباب الأخرى لمختلف اضطرابات الخطل النومي.
نتيجةً للتطبيق المحدود لتخطيط النوم حاليًّا، قامت المحاولات العديدة لتحديد الاضطراب من خلال المقابلات والاستبيانات السريريّة. ومن هذه المحاولات ما قام به بوستوما وآخرون عند إثباتهم لإمكانية تطبيق أداة الفحص ذات السؤال الوحيد، والتي يمكن تطبيقها بسهولة على المريض وشريكه في السرير ضمن الممارسة العامة للطب. ويتضمّن هذا الفحص سؤال " هل أُخبِرْتَ يومًا أو ساورك شكٌّ أنك تقوم بحركاتٍ أثناء نومك تبدو بها وكأنّك تمثّل أحلامك التي تراها؟"، فإذا أجاب الشخص بالإيجاب فإنّ هذا يساعد الطبيب في تشخيص الحالة على أنّها اضطراب نوم حركة العين السريعة السلوكي؛ وذلك لأنّ هذه الأداة تمتلك حساسيّة جيّدة بنسبة 94% ونوعيّة مقدارها 87%.
ومن الاستبيانات الأخرى التي تقدّم توصيفات أكثر تفصيلًا؛ استبيان فحص اضطراب نوم حركة العين السريعة السلوكي واستبيانات السلوك في مرحلة نوم حركة العين السريعة- هونغ كونغ

## العلاج
يعدُّ هذا الاضطراب قابلًا للعلاج، وتوصفُ الأدوية اعتمادًا على الأعراض المصاحبة. ومن الأدوية المستخدمة دواء كلونازيبام، والّذي يعدّ الأكثر فاعليّةً بنسبة نجاح 90% عند استخدامه بجرعاتٍ قليلة. إنّ الطريقة التي يعمل بها هذا الدواء لاستعادة الوَناء العضلي في مرحلة نوم حركة العين السريعة غير واضحة، لكن من المعتقد أنّه يعمل على تثبيط نشاط العضلات بدلًا من استعادة الوَنَى بشكلٍ مباشر. بالنّسبة لأولئك المصابين بداء باركنسون إلى جانب إصابتهم بهذا الاضطراب، فإنّ دواء الليفودوبا يعدُّ خيارًا شائعًا، وكذلك دواء براميبكسول [الإنجليزية] يعدّ فعّالًا أيضًا.
من الأدوية الفعّالة أيضًا دواء الميلاتونين، والّذي يستخدم كبديلٍ طبيعي. وقد أظهرت الأدلّة الحديثة فعاليّة علاجيّة متشابهة لكل من الميلاتونين والكلونازيبام إذا ما استُخدما كعقارين للسيطرة على اضطراب نوم حركة العين السريعة السلوكي، في حين أظهر المرضى الذين استخدموا الميلاتونين أعراضاً جانبية أقل من أولئك الذين استخدموا الكلونازيبام. إضافةً إلى ذلك، فقد أفاد المرضى المصابون بالاضطرابات العصَبيّة التنكّسيّة كداء باركنسون بحصولهم على نتائج أفضل عند علاجهم بالميلاتونين.
إضافةً لاستخدام الأدوية، فإنّه من الحكمة تأمين بيئة النائم وتجهيزها تحسّبًا لنَوْبات الاضطراب؛ وذلك بإزالة الأجسام الخطرة من غرفة النوم، ووضع وسائد حول السرير أو وضع الفراش على الأرض لحمايةٍ إضافية ضد الوقوع وما ينتج عنه من إصابات.
]
يُنصحُ المرضى باتّباع جدولٍ ثابت للنّوم، وتجنّب الحرمان منه بأخذ السّاعات الكافية له ومراقبة مواعيد نومهم. يتضمّن العلاج أيضًا التحكّم بالأعراض العصبيّة ومعالجة اضطرابات النوم الأخرى. كما يجب تجنّب كلّ شيءٍ آخر قد يزيد من التأثيرِ السلبي لهذا الاضطراب؛ كالكحول وبعض الأدوية.

## الوَبائيّات
إنّ التقييم الأكثر شمولًا حتى الآن يقدّر معدّل انتشار الاضطراب بنسبة 0.5% في الأشخاص الّذين تتراوح أعمارهم ما بين 15 و 100 سنة. بينما يقدّر متوسّط العمر الّذي يبدأ منه الاضطراب بستّين سنةٍ تقريبًا.
تُشير الدراسات إلى أنّ هذا الاضطراب أكثر شيوعًا في الذّكور، حيث أنّ الإناث يشكّلن نسبة 10% فقط من المصابين. ويعود السبب في هذا جزئيًّا إلى التحيّز الإحصائي؛ حيث أنّ الحركات الّتي يقوم بها الرجال أثناء النوم تكون على الأرجح أكثر عنفًا من تلك التي تقوم بها النساء وتؤدي إلى الأذى والضّرر بصورةٍ أكبر وبالتالي تُوثّق أكثر، كما أنّ الأذى الّذي قد يحصل للمرأة من حركات زوجها المصاب يتمّ توثيقه أكثر من الأذى الحاصل للرجل في حال كانت المرأة هي التي تعاني من الاضطراب. لكن هذا لا ينفي أن يكون الاختلاف حقيقيًّا نتيجةً للعوامل الوراثية أو عوامل الذّكورة.
هناك العديد من الحالات التي تشبه اضطراب نوم حركة العين السريعة من حيث أنّ المرضى يعانون فرطًا في الحركة النّوميّة التي قد تؤدي إلى سلوكاتٍ عنيفة، وتشمل هذه الاضطرابات اضطراب السّير النّومي واضطراب هلَع النّوم المرتبطين بمراحل أخرى من النّوم. تتضمّن كذلك النّوبات الليلية وانقطاع النَّفَس الانسداديّ النّومي، هذه الحالات التي من شأنها أن تستثير السلوكات المعقّدة أثناء نوم حركة العين السريعة. نتيجةً للتشابه بين هذه الحالات، فإنّ تخطيط النّوم يلعب دورًا مهمًّا في تشخيص اضطراب نوم حركة العين السريعة السلوكي.
من الواضح أنّ هذا الاضطراب يشترك في كثير من الأمور مع مجموعةٍ من الحالات والاضطرابات المختلفة كالنّوم القهريّ أو ما يسمّى بالتّغفيق. كلاهما –اضطراب نوم حركة العين السريعة السلوكي واضطراب النوم القهريّ- يتضمّنان حدوث اضطرابٍ في دورة النوم الطبيعية ناجم عن الإخلال في آليّات التحكّم بالنوم.
ومن حالات الاضطراب المسجّلة، تلك النّاتجة عن السّكتة الدّماغية وورم المحاوير (ورم شوان)، إشارةً إلى أنّ الضّرر الحادث في منطقة جذع الدّماغ قد يؤدّي إلى هذا الاضطراب.
يأتي هذا الاضطراب عادةً بالصّورة المزمنة، إلّا أنّه قد يكون حادًّا ويأتي بصورةٍ مفاجئة إذا كان ناتجًا عن العلاج بأحد الأدوية أو الامتناع عنها وخاصّة الامتناع عن الكحول. من الأدوية الّتي قد تفاقم أعراض الاضطراب والّتي يجب تجنّبها في المرضى المصابين به؛ مثبّطات أكسيداز أحادي الأمين، مضادّات الاكتئاب ثلاثية الحلقات، مثبّطات استرداد السيروتونين الاختياريّة، والمضادّات النورادرينية.

## في الحيوانات
تمّ تشخيص هذا الاضطراب في الحيوانات أيضًا، تحديدًا في الكلاب.